# Лінн (Массачусетс)
Лінн (англ. Lynn) — місто (англ. city) в США, в окрузі Ессекс штату Массачусетс. Населення — 101 253 особи (2020). Розташоване на узбережжі Атлантичного океану, у затоці Массачусетс. Відоме своїм парком (другим за площею в країні) з безліччю історичних місць.

## Географія
Лінн розташований за координатами 42°28′30″ пн. ш. 70°57′44″ зх. д. / 42.47500° пн. ш. 70.96222° зх. д. (42.474862, -70.962185). За даними Бюро перепису населення США в 2010 році місто мало площу 35,03 км², з яких 27,82 км² — суходіл та 7,21 км² — водойми.

### Клімат
| Клімат : Лінн           | Клімат : Лінн | Клімат : Лінн | Клімат : Лінн | Клімат : Лінн | Клімат : Лінн | Клімат : Лінн | Клімат : Лінн | Клімат : Лінн | Клімат : Лінн | Клімат : Лінн | Клімат : Лінн | Клімат : Лінн | Клімат : Лінн |
| Показник                | Січ.          | Лют.          | Бер.          | Квіт.         | Трав.         | Черв.         | Лип.          | Серп.         | Вер.          | Жовт.         | Лист.         | Груд.         | Рік           |
| Абсолютний максимум, °C | 21,7          | 21,1          | 32,8          | 34,4          | 36,1          | 36,7          | 40,0          | 36,1          | 35,6          | 28,9          | 25,6          | 25,0          | 40,0          |
| Середній максимум, °C   | 2,8           | 4,4           | 8,3           | 13,9          | 19,4          | 24,4          | 27,8          | 26,7          | 22,8          | 16,7          | 11,1          | 5,6           | 15,4          |
| Середній мінімум, °C    | −6,7          | −4,4          | 0,0           | 5,6           | 11,7          | 17,2          | 20,0          | 18,9          | 14,4          | 8,3           | 3,3           | −2,2          | 7,2           |
| Абсолютний мінімум, °C  | −22,8         | −20,6         | −16,1         | −7,8          | 0,0           | 5,0           | 7,2           | 6,7           | 1,1           | −3,9          | −14,4         | −27,8         | −27,8         |
| Норма опадів, мм        | 94            | 74            | 104           | 104           | 114           | 89            | 107           | 104           | 114           | 89            | 102           | 99            | 1194          |
| ----------------------- | ------------- | ------------- | ------------- | ------------- | ------------- | ------------- | ------------- | ------------- | ------------- | ------------- | ------------- | ------------- | ------------- |

## Демографія

### Перепис 2010
Згідно з переписом 2010 року, у місті мешкало 90 329 осіб у 33 310 домогосподарствах у складі 20 988 родин. Густота населення становила 2579 осіб/км². Було 35776 помешкань (1021/км²).
Расовий склад населення:
| - 57,6 % — білих - 12,8 % — чорних або афроамериканців - 7,0 % — азіатів - 0,7 % — корінних американців - 0,1 % — вихідців з тихоокеанських островів - 16,8 % — осіб інших рас |

До двох чи більше рас належало 5,0 %. Частка іспаномовних становила 32,1 % від усіх жителів.
За віковим діапазоном населення розподілялося таким чином: 24,9 % — особи молодші 18 років, 63,7 % — особи у віці 18—64 років, 11,4 % — особи у віці 65 років та старші. Медіана віку мешканця становила 34,7 року. На 100 осіб жіночої статі у місті припадало 95,9 чоловіків; на 100 жінок у віці від 18 років та старших — 92,3 чоловіків також старших 18 років.
Середній дохід на одне домашнє господарство становив 64 904 долари США (медіана — 47 429), а середній дохід на одну сім'ю — 74 164 долари (медіана — 58 415). Медіана доходів становила 42 170 доларів для чоловіків та 40 252 долари для жінок. За межею бідності перебувало 20,2 % осіб, у тому числі 30,3 % дітей у віці до 18 років та 19,4 % осіб у віці 65 років та старших.
Цивільне працевлаштоване населення становило 43 937 осіб. Основні галузі зайнятості: освіта, охорона здоров'я та соціальна допомога — 25,9 %, роздрібна торгівля — 12,4 %, мистецтво, розваги та відпочинок — 11,7 %.

### Перепис 2000
Згідно з переписом 2000 року, расовий склад жителів такий: 67,89% білих, 10,55% афроамериканців, 6,43% азіатів, 0,37% корінних американців, 0,09% жителів островів, 9,82% інших рас і 4,85% людей зі змішаними расами. Латиноамериканців або вихідців з Латинської Америки — 18,4% населення.

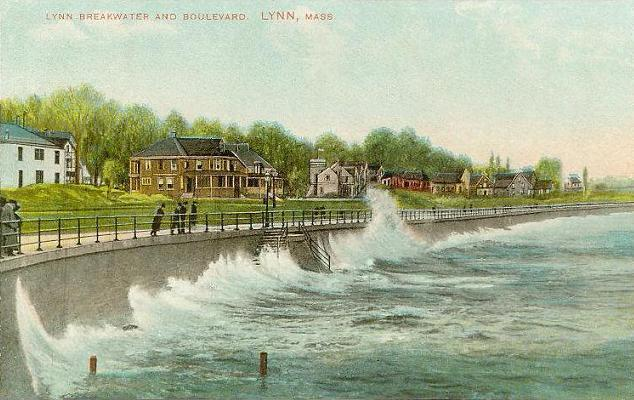
Набережна Лінна (з поштової картки 1908)

## Відомі люди
- Волтер Бреннан (1894—1974) — американський актор
- Естель Парсонс (*1927) — американська акторка, режисер театру.